# شقار ريحي
الشقّار الريحي نوع نباتي ينتمي إلى جنس الشقّار من الفصيلة الحوذانية.

## الوصف النباتي
نبات عشبي معمر ينتشر بالجذامير. الزهرة بنفسجية. الثمرة فقيرة. يحتوي كأغلب أنواع الشقار على مواد مهيجة.